# بیاتک

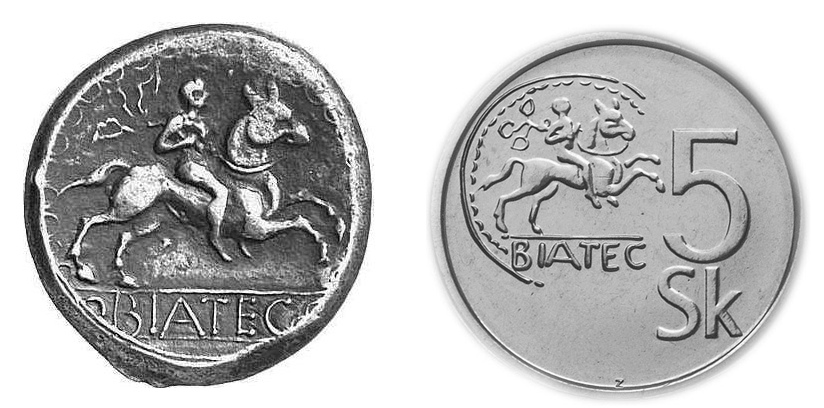
مقایسه بیاتک اصلی و نقش آن روی سکه ۵ کرونای جدید اسلواکی

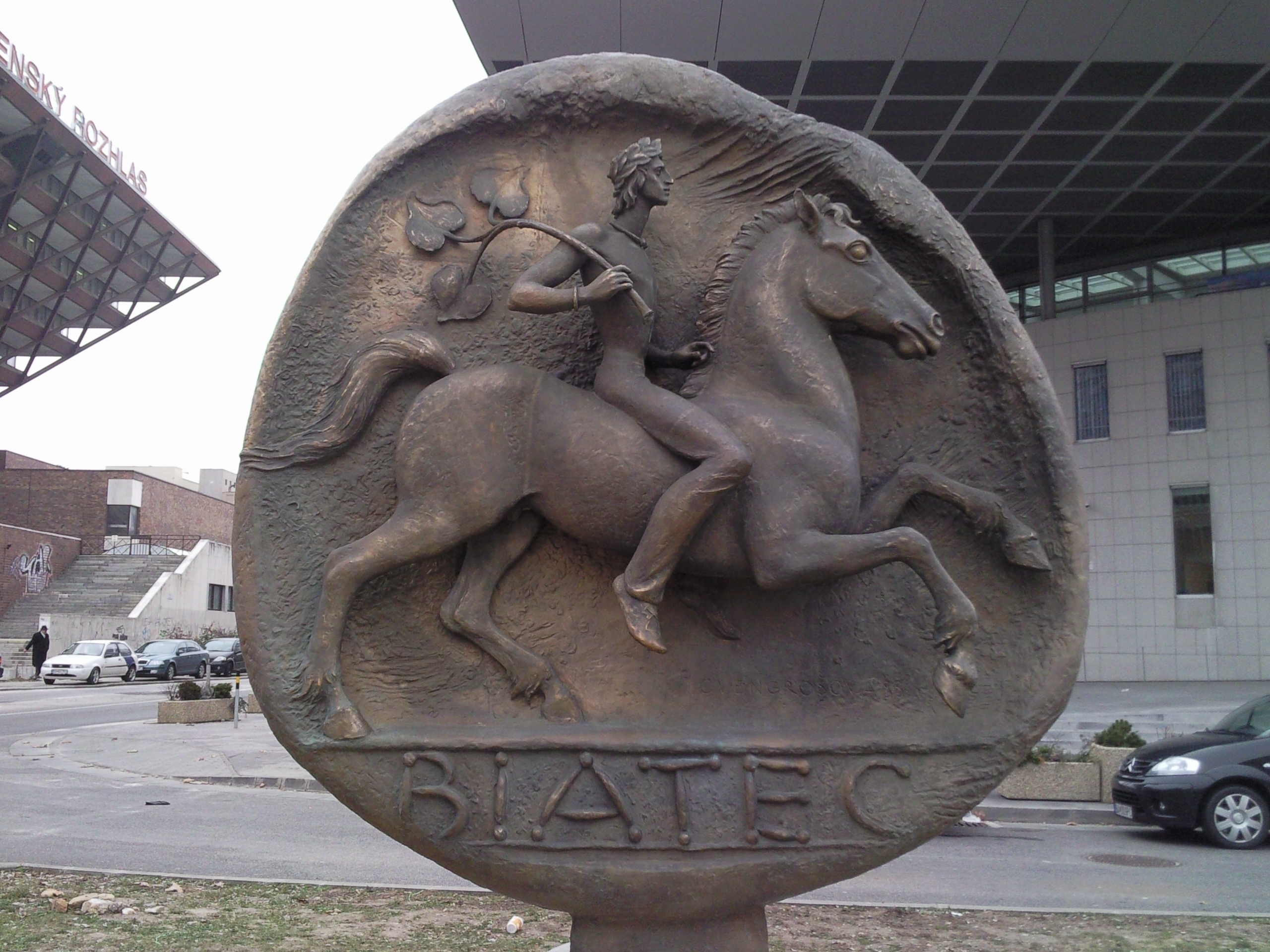
مجسمه Biatec در براتیسلاوا - بانک ملی اسلواکی

بیاتک (انگلیسی: Biatec) نام یک فرد و احتمالاً یک شاه بود که بر روی سکه سلتیک در براتیسلاوا (پایتخت اسلواکی) در قرن ۱ قبل از میلاد نوشته و ضرب شد. سکه نمونه از جنس نقره و قطر ۲۵ میلی‌متر، وزن ۱۶٫۵–۱۷ گرم است. کلمه Biatec (یا Biatex) نیز به عنوان نام آن سکه‌ها استفاده می‌شد.